# Viento Frío
Viento Frío è un comune (corregimiento) della Repubblica di Panama situato nel distretto di Santa Isabel, provincia di Colón. Si estende su una superficie di 39,4 km² e conta una popolazione di 487 abitanti (censimento 2010).